# Olympische Sommerspiele 1924/Teilnehmer (Neuseeland)
| Gelbes Symbol für Goldmedaillen mit stilisierten Olympischen Ringen | Graues Symbol für Silbermedaillen mit stilisierten Olympischen Ringen | Braundes Symbol für Bronzemedaillen mit stilisierten Olympischen Ringen |
| ------------------------------------------------------------------- | --------------------------------------------------------------------- | ----------------------------------------------------------------------- |
| —                                                                   | —                                                                     | 1                                                                       |

Neuseeland nahm an den Olympischen Sommerspielen 1924 in Paris, Frankreich, mit einer Delegation von vier Sportlern (drei Männer und eine Frau) teil.

## Medaillengewinner

### Bronze
| Name           | Sportart       | Wettkampf |
| -------------- | -------------- | --------- |
| Arthur Porritt | Leichtathletik | 100 Meter |

## Teilnehmer nach Sportarten

### Boxen
- Charlie Purdy
Leichtgewicht: 17. Platz

### Leichtathletik
- Arthur Porritt
100 Meter: Bronze 
200 Meter: Halbfinale

### Schwimmen
- Clarrie Heard
200 Meter Brust: Vorläufe

- Gwitha Shand
Frauen, 100 Meter Freistil: Halbfinale
Frauen, 400 Meter Freistil: DNF im Finale